# NGC 5042
NGC 5042 est une galaxie spirale intermédiaire située dans la constellation de l'Hydre. Sa vitesse par rapport au fond diffus cosmologique est de 1 697 ± 22 km/s, ce qui correspond à une distance de Hubble de 25,0 ± 1,8 Mpc (∼81,5 millions d'al). NGC 5042 a été découverte par l'astronome britannique John Herschel en 1836.
Une barre est à peine visible sur le relevé Pan-STARRS, aussi la classification de spirale intermédiaire par les bases de données NASA/IPAC et HyperLeda semble mieux convenir à cette galaxie.
La classe de luminosité de NGC 5042 est III et elle présente une large raie HI.
En raison d'une brillance de surface égale à 14,21 mag/am2, on peut qualifier NGC 5041 de galaxie à faible brillance de surface (LSB en anglais pour low surface brightness). Les galaxies LSB sont des galaxies diffuses (D) avec une brillance de surface inférieure de moins d'une magnitude à celle du ciel nocturne ambiant.
À ce jour, une quinzaine de mesures non basées sur le décalage vers le rouge (redshift) donnent une distance de 14,680 ± 2,813 Mpc (∼47,9 millions d'al), ce qui est à l'extérieur des valeurs de la distance de Hubble. Puisque cette galaxie est relativement rapprochée du Groupe local, cette distance est peut-être plus près de sa distance réelle que la distance de Hubble. Notons que c'est avec la valeur moyenne des mesures indépendantes, lorsqu'elles existent, que la base de données NASA/IPAC calcule le diamètre d'une galaxie.